# Lathrolestes lucidulus
Lathrolestes lucidulus là một loài tò vò trong họ Ichneumonidae.